# Aplidium thomasi
Aplidium thomasi is een zakpijpensoort uit de familie van de Polyclinidae. De wetenschappelijke naam van de soort is voor het eerst geldig gepubliceerd in 1948 door Brewin.